# اتو بوکل
اتو بوکل (انگلیسی: Otto Bökle; ۱۷ فوریهٔ ۱۹۱۲ – ۱۶ اوت ۱۹۸۸) بازیکن فوتبال اهل آلمان بود که در پست مهاجم بازی می‌کرد.
از باشگاه‌هایی که در آن بازی کرده‌است می‌توان به باشگاه فوتبال اشتوتگارت اشاره کرد.
وی همچنین در تیم ملی فوتبال آلمان بازی کرده‌است.

## یادکرد ویکی‌پدیا
- مشارکت‌کنندگان ویکی‌پدیا. «Otto Bökle». در دانشنامهٔ ویکی‌پدیای انگلیسی، بازبینی‌شده در ۱۳ آوریل ۲۰۲۲.